# Sri Lanka vid världsmästerskapen i simsport 2024
Sri Lanka tävlade vid världsmästerskapen i simsport 2024 i Doha i Qatar mellan den 2 och 18 februari 2024. Sri Lanka hade en trupp på sex idrottare, varav två kvinnor och fyra män.

## Tävlande per sport
Följande är en lista över antalet tävlande per sport.
| Sport                | Herrar | Damer | Totalt |
| -------------------- | ------ | ----- | ------ |
| Simhopp              | 1      | 0     | 1      |
| Simning              | 2      | 2     | 4      |
| Öppet vatten-simning | 1      | 0     | 1      |
| Totalt               | 4      | 2     | 6      |

## Simhopp
Herrar
| Idrottare         | Gren      | Kval   | Kval      | Final            | Final            |
| Idrottare         | Gren      | Poäng  | Placering | Poäng            | Placering        |
| ----------------- | --------- | ------ | --------- | ---------------- | ---------------- |
| Dulanjan Fernando | 1 m svikt | 150,40 | 44        | Gick inte vidare | Gick inte vidare |
| Dulanjan Fernando | 3 m svikt | 180,25 | 68        | Gick inte vidare | Gick inte vidare |

## Simning
Herrar
| Idrottare       | Gren          | Heat  | Heat      | Semifinal        | Semifinal        | Final            | Final            |
| Idrottare       | Gren          | Tid   | Placering | Tid              | Placering        | Tid              | Placering        |
| --------------- | ------------- | ----- | --------- | ---------------- | ---------------- | ---------------- | ---------------- |
| Kyle Abeysinghe | 50 m frisim   | 23,45 | 48        | Gick inte vidare | Gick inte vidare | Gick inte vidare | Gick inte vidare |
| Kyle Abeysinghe | 100 m frisim  | 50,99 | 41        | Gick inte vidare | Gick inte vidare | Gick inte vidare | Gick inte vidare |
| Akalanka Peiris | 50 m ryggsim  | 25,86 | 22        | Gick inte vidare | Gick inte vidare | Gick inte vidare | Gick inte vidare |
| Akalanka Peiris | 100 m ryggsim | 57,52 | 40        | Gick inte vidare | Gick inte vidare | Gick inte vidare | Gick inte vidare |

Damer
| Idrottare          | Gren          | Heat    | Heat      | Semifinal        | Semifinal        | Final            | Final            |
| Idrottare          | Gren          | Tid     | Placering | Tid              | Placering        | Tid              | Placering        |
| ------------------ | ------------- | ------- | --------- | ---------------- | ---------------- | ---------------- | ---------------- |
| Hiruki de Silva    | 100 m frisim  | 59,85   | 45        | Gick inte vidare | Gick inte vidare | Gick inte vidare | Gick inte vidare |
| Hiruki de Silva    | 200 m frisim  | 2.10,00 | 39        | Gick inte vidare | Gick inte vidare | Gick inte vidare | Gick inte vidare |
| Ganga Senavirathne | 100 m ryggsim | 1.04,93 | 38        | Gick inte vidare | Gick inte vidare | Gick inte vidare | Gick inte vidare |
| Ganga Senavirathne | 200 m ryggsim | 2.29,23 | 31        | Gick inte vidare | Gick inte vidare | Gick inte vidare | Gick inte vidare |

## Öppet vatten-simning
Herrar
| Idrottare      | Gren | Tid       | Placering |
| -------------- | ---- | --------- | --------- |
| Dilanka Shehan | 5 km | 1:00.42,9 | 66        |